# سرطان كماني مقلوب
سرطان كماني مقلوب (الاسم العلمي: Uca inversa) هو نوع من الحيوانات يتبع جنس السرطان الكماني من فصيلة السرطانات الشبحية.